# Beatrice Câșlaru
Beatrice Nicoleta Câșlaru-Coadă (* 20. August 1975 in Brăila, Kreis Brăila) ist eine ehemalige rumänische Schwimmerin.

## Erfolge
Bei den Olympischen Spielen 2000 in Sydney gewann sie über 200 m Lagen die Silbermedaille und über 400 m Lagen die Bronzemedaille. Im Jahr 2000 wurde sie außerdem Europameisterin über 200 m Brust und zeitgleich mit Jana Klotschkowa Europameisterin über 200 m Lagen. Im selben Jahr wurde sie mit dem Rumänischen Nationalen Verdienstorden „Pentru Merit“ im Grad des Offiziers ausgezeichnet.

## Sonstiges
Sie ist mit ihrem ehemaligen Trainer Eduard Câșlaru verheiratet.